# Frata
Frata (in ungherese Magyarfráta) è un comune della Romania di 4 274 abitanti, ubicato nel distretto di Cluj, nella regione storica della Transilvania.
Il comune è formato dall'unione di 8 villaggi: Berchieșu, Frata, Oaș, Olariu, Pădurea Iacobeni, Poiana Frății, Răzoare, Soporu de Câmpie.